# Copiapoa coquimbana
Copiapoa coquimbana (укр. Коп'япоа кокімбійська, Коп'япоа кокімбана — від місця походження (Кокімбо); синоніми: Copiapoa pendulina, Copiapoa vallenarensis, Copiapoa pseudocoquimbana, Copiapoa wagenknechtii, Echinocactus coquimbanus, Copiapoa alticostata) — вид сукулентних рослин з роду коп'япоа (Copiapoa) родини кактусових.

## Місця зростання
Цей вид копіапої був описаний Вільгельмом Карвінським в 1885 році по екземпляру в колекції, імовірно знайденому поруч з містом Кокімбо, яке розташоване на південь від Ла Серени на чилійському узбережжі (провінція Кокімбо).
Copiapoa coquimbana — цілком звичайна рослина на узбережжі та в долині річки Хуаско. Вона часто утворює великі зарості, які, поруч з високими Eulychnia можна визнати найпомітнішими рослинами в цих місцях.

## Морфологічний опис
Рослина, яка кущиться, кулястої або дещо видовженої форми, до 10 см заввишки. Верхівка несе біле опушення.
Ребер 10-15, з чіткими горбками. Радіальних колючок — 8-10, тонких, голкоподібних, до 1 см завдовжки. Центральна колючка одна (іноді 2), жорсткіша, пряма, молода — темно-коричнева або чорна, з віком сіріє.
Ареоли апікальні, опуклі, вкриті короткою шерстю, коли молоді, пізніше голі, близько 0,5-0,8 см, 2 см одна від одної.
Коріння волокнисте, на відміну від інших видів, які мають бульбовидне коріння.
Квітки жовті, 3 см діаметром.

## Охоронні заходи
Copiapoa coquimbana входить до Червоного Списку Міжнародного Союзу Охорони Природи видів, з найменшим ризиком (LC).

## Утримання
Дуже повільно зростає, потребує повного сонця, але повинні бути захищені від надмірного тепла і сонця влітку. Вимагає регулярних поливів і доброго дренажу влітку. Тепле і сухе утримання взимку, щоб уникнути гниття (температура не нижче 10 °C.).
Розмноження насінням або дітками. Для прискорення росту використовують щеплення.